# 하워드 A 스나이더
하워드 A. 스나이더(Howard A. Snyder)는 미국의 저명한 선교 신학자이다. 켄터키 주의 애즈베리 신학교에서 교수로 있다.  교회의 본질과 사명 그리고 선교 전략에서 많은 공헌을 하였다. 한국에도 몇 차례 방문하였다. 노트르담 대학교의 교수였던 존 하워드 요더 박사의 지도하에 “기독교 선교 역사에서의 교회 갱신 패턴”이라는 논문으로 박사 학위를 취득했다. 저서로는 「천국의 선언」,「그리스도의 공동체」, 「새 포도주는 새 부대에」,「성령의 표적」 등이 있다.

## 같이 보기
- 선교